# 珞珈路 (南京)

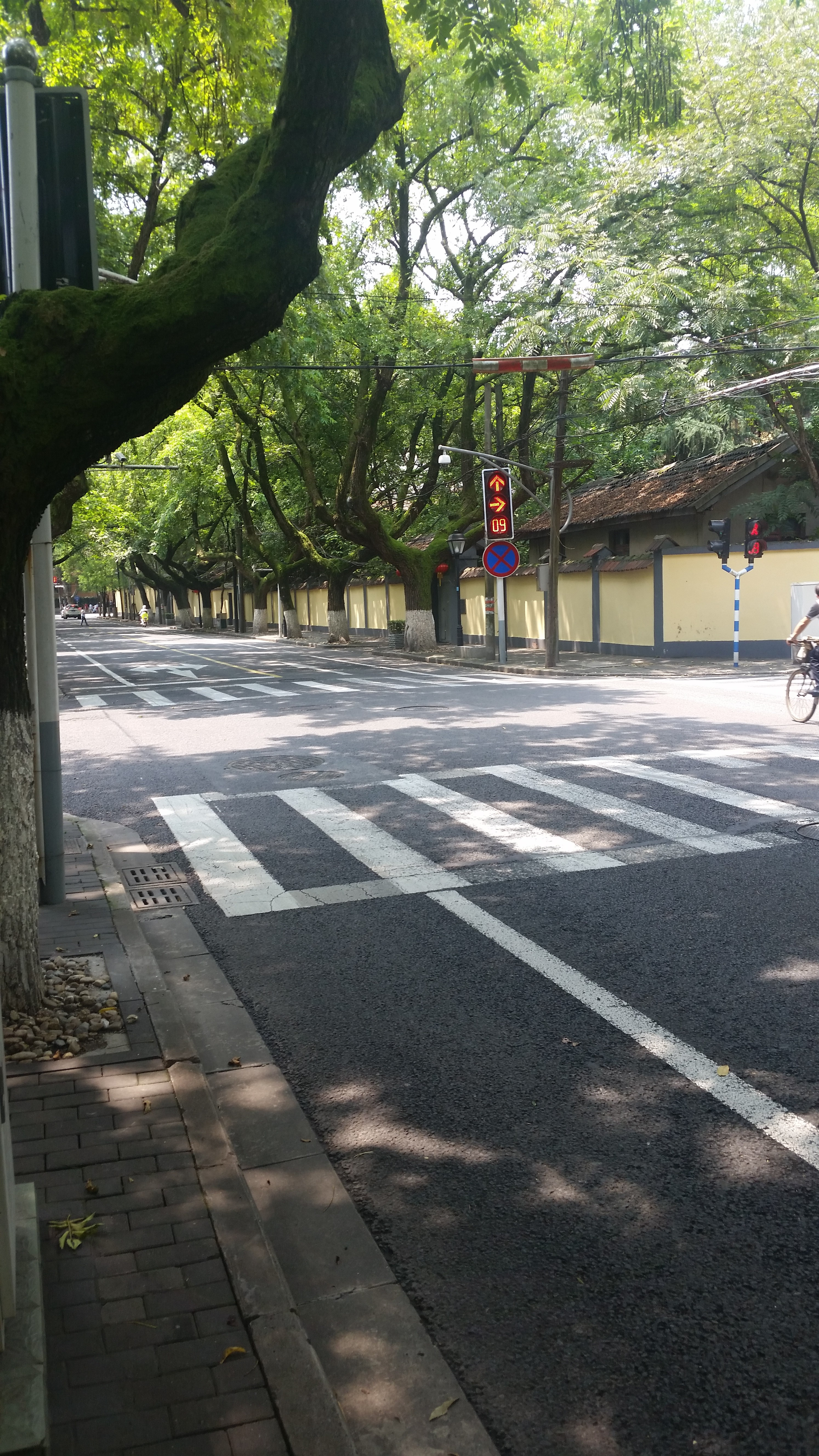
381.989x381.989像素

珞珈路是位于江苏省南京市鼓楼区内的一条道路，长约500米，西南—东北走向，西南到琅琊路，东北到江苏路圆环，与山西路、江苏路、宁海路、颐和路以及四卫头交汇，中间与牯岭路交汇。
珞珈路以武汉的珞珈山命名。这里原是一片荒地，1930年代根据首都计划建成高级住宅区，在林荫大道两旁，大多是中西合璧式的二层楼房，建筑密度较低。现已列为民国建筑保护区。

## 沿街建筑
- 珞珈路1号，毛邦初公馆[1]
- 珞珈路3号，毛人凤公馆
- 珞珈路5号，汤恩伯公馆[2]
- 珞珈路7号，张岚峰公馆
- 珞珈路9号，卓君卫公馆
- 珞珈路11号，首都电厂厂长潘铭新公馆
- 珞珈路40号，张淮明公馆
- 珞珈路44号，顾毓瑔公馆
- 珞珈路46号，瑞士公使馆
- 珞珈路48号，竺可桢旧居
- 珞珈路50号，巴基斯坦公使馆
- 珞珈路52号，冯轶裴公馆